# NGC 4522
NGC 4522 este o galaxie spirală situată în constelația Fecioara. A fost descoperită în 18 ianuarie 1828 de către John Herschel. Se află la o distanță de 14,26 megaparseci de Pământ.